# 賈拉瓜銼甲鯰
賈拉瓜銼甲鯰，為輻鰭魚綱鯰形目甲鯰科的其中一種，為溫帶淡水魚，分布於南美洲巴西聖保羅Jaraguá河流域，體長可達10.2公分，棲息在底層水域，生活習性不明。

## 扩展阅读
維基物種上的相關：賈拉瓜銼甲鯰